# Sprossvokal
Der Sprossvokal (auch: Anaptyxe, griechisch ἀνάπτυξις anáptyxis „Entfaltung“; sanskr. Svarabhakti, „der Vokal aus der mittleren Reihe“) ist eine Unterkategorie der Lauteinschaltung, also ein Vorgang, bei dem durch Änderung der Silbenstruktur die Aussprache erleichtert wird. Dies geschieht in diesem Falle durch silbenbildenden Einschub eines Vokals, besonders vor [l m r]. Der Sprossvokal selbst ist wegen seiner Unbetontheit meist ein „verminderter“ Vokal [ə] („Schwa“), richtet sich aber auch häufig nach seiner Lautumgebung (vgl. in den unten angeführten Beispielen ['ɪnsbʊrʊk] für „Innsbruck“). 

## Vorkommen
Der Sprossvokal ist im Deutschen selten. Allerdings trat das Phänomen vereinzelt vom Übergang des Mittelhochdeutschen zum Frühneuhochdeutschen und Neuhochdeutschen auf.
Beispiele:
- im Affekt: [du 'daʀəfstʰ] für „du darfst“
- Dialekt: rheinisch Dorəf für „Dorf“, berlinisch rauəs für „raus“ oder wienerisch Fəloridsduəf für „Floridsdorf“
- als Lautwandelerscheinung: mittelhochdeutsch viure → neuhochdeutsch Feuer (Apokope von auslautendem e und Diphthongierung von iu [ü:]).

Sprossvokale finden sich vermehrt bei Deutschlernenden, deren Muttersprache einen weniger ausgeprägten Konsonantenreichtum aufweist. Typischerweise ist anfangs zu beobachten, dass die Schüler versuchen, durch Einschiebung von Sprossvokalen Konsonantencluster leichter sprechbar zu machen.
Beispiele:
- ['bɔrɔd] für „Brot“
- ['ɪnsbʊrʊk] für „Innsbruck“
- ['ʃanapəs] für „Schnaps“
- [sʊtʊ'rʊmpəf] für „Strumpf“

Auch bei Kleinkindern kann man im Zuge des Erstspracherwerbs den ausspracheerleichternden Einsatz von Sprossvokalen beobachten.
Beispiele:

Sandara für „Sandra“

Büst! für „Pst!“
Es ist durchaus möglich, dass eine Anaptyxe in ein neu entstehendes Wort übernommen wird.
Beispiel:

Kuruş (türkische Währungseinheit) aus Groschen